# Pont de corde inca

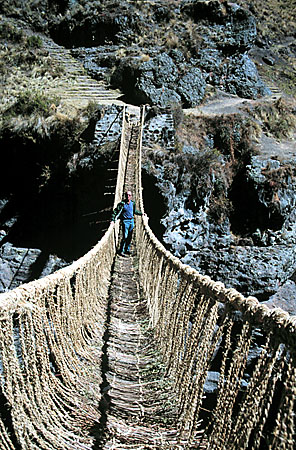
Pont de corde inca (Queshuachaca).

Les ponts de corde inca sont des ponts suspendus de type pont de singe franchissant des canyons ou des gorges, utilisés par la civilisation inca. Ces ponts servaient principalement aux piétons et au bétail, les incas n'avaient pas de véhicules équipés de roues. Ils furent intimement liés aux moyens de communication routiers inca et sont considérés actuellement comme un exemple de leur innovation dans l'ingénierie. Ils étaient fréquemment utilisés par les coureurs Chaski qui livraient des messages aux quatre coins de l'empire.

## Description
Ils sont constitués d'ancrages en pierre de chaque côté de l'obstacle à franchir que l'on relie par des cordages d'herbes tissées servant de structure porteuse au pont, renforcés à l'aide de branches tressées, et associés à deux autres cordages utilisés comme garde-corps. Cette combinaison permet des ponts robustes qui supportent même les chevaux des Espagnols après leur arrivée sur le continent. Cependant, ces ouvrages sont si lourds qu'ils ont tendance à fléchir sous leurs propres poids et ils se balancent dangereusement lors des vents violents.
Une des raisons de leur fiabilité vient du fait que chaque câble est remplacé chaque année par des villageois locaux, notamment par les membres du mita (service public inca). Dans certains cas, des paysans ont l'unique tâche de veiller au bon entretien des ponts et à les réparer si besoin afin que les routes inca puisse fonctionner sans interruptions. Ces réparations sont dangereuses et donnaient parfois lieu à des accidents mortels, un auteur inca fit d'ailleurs l'éloge des ponts en maçonnerie espagnols face aux ponts suspendus inca qui nécessitaient beaucoup d'entretien.
Les plus grands ouvrages de ce genre étaient situés dans le cañon d'Apurimac, au nord de la route principale menant à Cuzco

## Restauration du dernier pont
Le Keshwa Chaca (aussi transcrit Q’eswachaka), supposé être le dernier pont subsistant, enjambe la rivière Apurimac près de Huinchiri au Pérou, dans la province de Canas.
Après une année d'utilisation et d'exposition aux éléments de la nature, il dut être remplacé par mesure de sécurité à la suite de fléchissements dangereux. Bien qu'il y ait un pont moderne tout proche, les habitants de la région suivent les coutumes et tenaient à restaurer l'ouvrage, comme tous les ans en juin. Cette reconstruction est un effort commun, plusieurs familles ont préparé des cordages, d'autres ont préparé des nattes pour le revêtement. Auparavant, cette contribution était une forme d'impôt et les habitants étaient contraints de s'exécuter, tandis qu'aujourd'hui, ils tiennent à honorer leurs ancêtres et la Pachamama (mère nourricière).
L'événement a été suivi par les journalistes des chaînes Nova et BBC, il attira également quelques touristes qui durent payer pour traverser le pont pendant le festival ; mais cette activité ne dure qu'un temps et n'offre pas aux habitants une motivation suffisante pour entreprendre la reconstruction des ponts[réf. nécessaire]. 

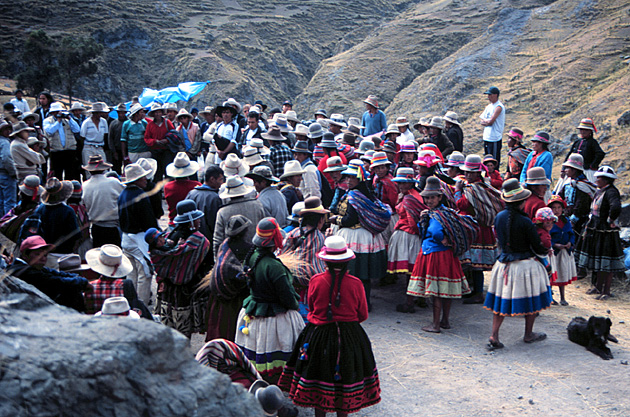
Les constructeurs se réunissent
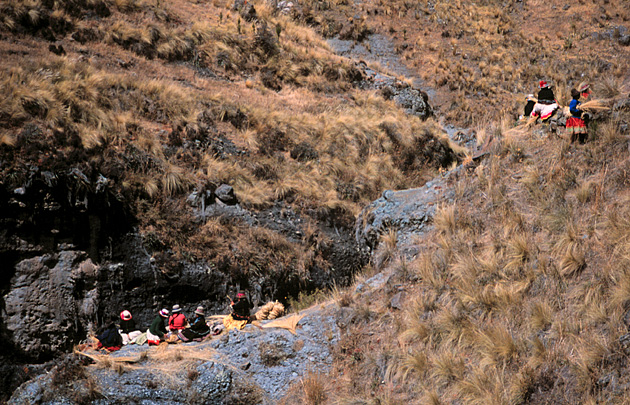
Préparation des matériaux
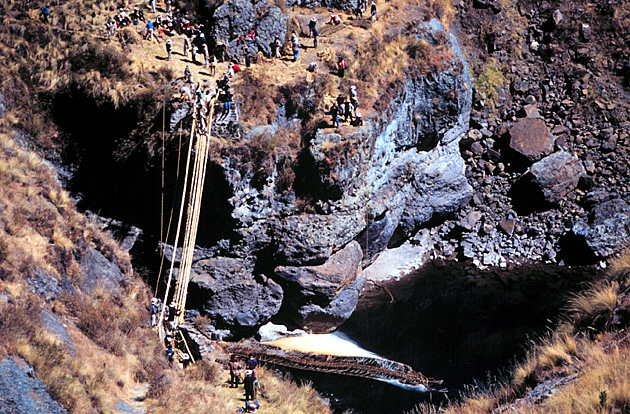
Mise en place des cordages
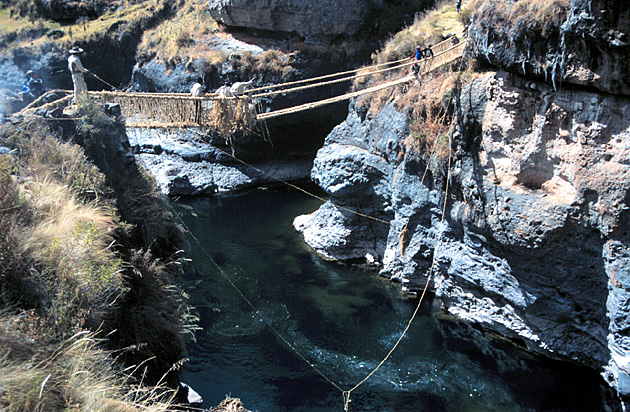
Mise en place des branches latérales
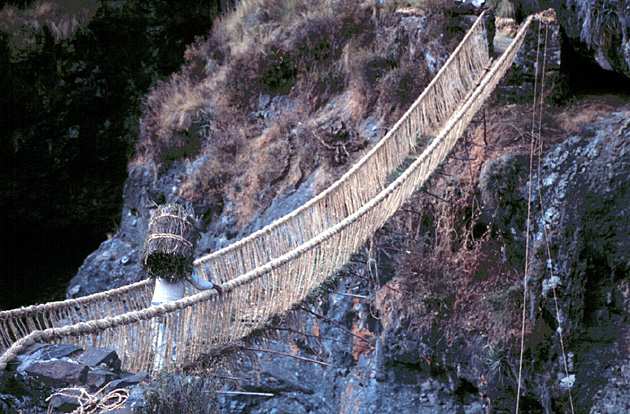
Les rouleaux de nattes forment le tablier